# 小天鹅
小天鹅（学名：Cygnus columbianus），又名鵠或白鵠，是一种体型比大天鹅小的天鹅。

## 生态环境
喜欢在泥泞水塘、湖泊或泥滩等生境中活动，常在水中缓慢前进，嘴往两旁甩动以寻找食物。

## 分布地域
繁殖于北欧及亚洲极北部，在欧洲、中亚、中国的长江流域东南沿海及日本越冬;迁徙时可见于中国的东北、新疆、内蒙古北部。分布于北美洲北部的Whistling Swan（有学者译做"啸声天鹅"）也被作为小天鹅的一个亚种。

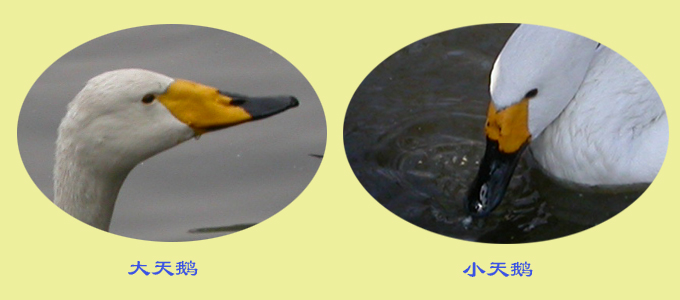
大天鹅和小天鹅喙部对比

## 特征
体型硕大，长颈，和优雅高贵的气质是天鹅属生物共有的特征。与分布地域接近并经常在相似生境混群出现的大天鹅相比，小天鹅体型稍小，并且嘴黑但基部黄色区域较大天鹅小，上嘴侧的黄色不成前尖且嘴上中线黑色，但这一显著特征由于观察条件的限制有时并不能够明确辩识。小天鹅的叫声似大天鹅但音量较大。群鸟合唱声如鹤，为悠远的klah声。

## 食物
小天鹅主要取食浅水区域的各种水草的根种子地下块茎等部位，偶食少量水生昆虫和田螺等，经剖检发现，小天鹅的胃内多有野藕野菱角水草及大量的砾石。民间有“天鹅一脖子扎到底”的说法，指的就是天鹅的觅食方式，常常是身体浮在水面上，利用修长的脖子深入水中取食。

## 保护情况
中国国家重点保护等级： 二级 生效年代： 1989年
中国濒危动物红皮书等级： 易危 生效年代： 1996年

## 濒危因素

### 环境污染
局部地区如意外的石油泄漏及其它有害化工废水的排放等。天鹅繁殖、栖息多在湖区、沼泽、湿地，由于农牧业发展，有机农药积聚湖区。

### 栖息地破坏
持续干旱使湖泊水平下降，湿地面积下降，失去觅食和繁殖场所。低湿使食物减少从而导致产卵日期推迟，数量下降，繁殖力下降，成活数下降，使种群数量大幅度下降。农业的发展，造成过度种植、放牧、兴建水库、围湖造田、施放农药和化肥等，造成栖息及觅食场所减少，栖息环境受到破坏。

### 种内生物学特点
由于迁徙和集群越冬，寄生虫感染率较高。当发生突发性传染性疾病时，传染快，无法控制，易大批死亡。天敌主要威胁卵和幼鸟，如鸥类、狐狸、渡鸦、金雕等。

## 延伸阅读
[在维基数据编辑]
 《欽定古今圖書集成·博物彙編·禽蟲典·鵠部》，出自陈梦雷《古今圖書集成》